# Tour de Pologne 2002
59. edycja wyścigu kolarskiego Tour de Pologne odbyła się w dniach 9–15 września 2002 roku. Rywalizację rozpoczęło 138 kolarzy z 17 grup zawodowych (w tym 6 polskich), oraz reprezentacji Polskiego Związku Kolarskiego. Osiem ekip reprezentowało I dywizję. Ukończyło wyścig 72 kolarzy. Łączna długość wyścigu – 1273,5 km.
W porównaniu z poprzednią edycją wyścig dostał wyższą kategorię UCI – 2.2.
Pierwsze miejsce w klasyfikacji generalnej zajął Francuz Laurent Brochard (Jean Delatour), drugie Tomasz Brożyna (Reprezentacja Polskiego Związku Kolarskiego), a trzecie Marek Rutkiewicz (Cofidis, Le Credit Par Telephone).
Budżet imprezy wyniósł 1 mln dolarów, a pula nagród 150 tysięcy dolarów amerykańskich. Nagrodą dla zwycięzcy był samochód Fiat Stilo 1.2. Active.

## Etapy
| Etap      | Data        | Start - meta                | Długość (km)      | Typ         | Zwycięzca etapu    | Lider             |
| I etap    | 9 września  | Gdańsk – Sopot              | 178               | płaski      | Robert Hunter      | Robert Hunter     |
| II etap   | 10 września | Gdynia – Koszalin           | 246,5             | płaski      | Andrus Aug         | Robert Hunter     |
| III etap  | 11 września | Kołobrzeg – Szczecin        | 178               | płaski      | Janek Tombak       | Robert Hunter     |
| IV etap   | 12 września | Stargard – Zielona Góra     | 256               | płaski      | Remigijus Lupeikis | Martin Hvastija   |
| V etap    | 13 września | Kożuchów – Szklarska Poręba | 185               | pagórkowaty | Franco Pellizotti  | Franco Pellizotti |
| VI etap   | 14 września | Piechowice – Karpacz        | 150               | górski      | Cezary Zamana      | Cezary Zamana     |
| VII etap  | 15 września | Jelenia Góra – Karpacz      | 61                | górski      | Laurent Brochard   | Laurent Brochard  |
| VIII etap | 15 września | Jelenia Góra – Karpacz      | 19 (ind. na czas) | górski      | Ondřej Sosenka     | Laurent Brochard  |

## Końcowa klasyfikacja generalna
| Poz. | Zawodnik            | Kraj    | Zespół                           | Czas (średnia km/h)   |
| ---- | ------------------- | ------- | -------------------------------- | --------------------- |
| 1.   | Laurent Brochard    | Francja | Jean Delatour                    | 29h 38' 21" (...km/h) |
| 2.   | Tomasz Brożyna      | Polska  | Reprezentacja PZKol              | +00' 19"              |
| 3.   | Marek Rutkiewicz    | Polska  | Cofidis, Le Credit Par Telephone | +00' 25"              |
| 4.   | Frank Vandenbroucke | Belgia  | Domo - Farm Frites               | +00' 35"              |
| 5.   | Ondřej Sosenka      | Czechy  | CCC Polsat                       | +00' 38"              |
| 6.   | Cezary Zamana       | Polska  | CCC Polsat                       | +00' 49"              |
| 7.   | Sławomir Kohut      | Polska  | Amore & Vita Beretta             | +01' 41"              |
| 8.   | Benoît Poilvet      | Francja | Crédit Agricole                  | +02' 01"              |
| 9.   | Wołodymyr Hustow    | Ukraina | Fassa Bortolo                    | +02' 22"              |
| 10.  | Richard Virenque    | Francja | Domo - Farm Frites               | +02' 28"              |

## Inne klasyfikacje

### Klasyfikacja górska
| 1.  | Cezary Zamana      | Polska  | 42 P. |
| 2.  | Serhij Uszakow     | Ukraina | 28 P. |
| 3.  | Laurent Brochard   | Francja | 24 P. |
| 4.  | Andrea Tafi        | Włochy  | 15 P. |
| 5.  | Tomasz Brożyna     | Polska  | 11 P. |
| 6.  | Florent Brard      | Francja | 10 P. |
| 7.  | Piotr Wadecki      | Polska  | 8 P.  |
| 8.  | Ołeksandr Kłymenko | Ukraina | 8 P.  |
| 9.  | Kazimierz Stafiej  | Polska  | 8 P.  |
| 10. | Bohdan Bondarew    | Ukraina | 8 P.  |

### Klasyfikacja najaktywniejszych
| 1.  | Kazimierz Stafiej    | Polska  | 14 P. |
| 2.  | Marek Maciejewski    | Polska  | 8 P.  |
| 3.  | Cezary Zamana        | Polska  | 8 P.  |
| 4.  | Sebastian Wolski     | Polska  | 7 P.  |
| 5.  | Tomáš Konečný        | Czechy  | 6 P.  |
| 6.  | Ołeksandr Kłymenko   | Ukraina | 5 P.  |
| 7.  | Andrea Tafi          | Włochy  | 5 P.  |
| 8.  | Tomasz Kiendyś       | Polska  | 4 P.  |
| 9.  | Ondřej Sosenka       | Czechy  | 3 P.  |
| 10. | Raimondas Vilčinskas | Litwa   | 3 P.  |

### Klasyfikacja punktowa
(od 2005 roku koszulka granatowa)
| 1.  | Marek Rutkiewicz    | Polska  | 72 P. |
| 2.  | Laurent Brochard    | Francja | 70 P. |
| 3.  | Frank Vandenbroucke | Belgia  | 62 P. |
| 4.  | Tomasz Brożyna      | Polska  | 60 P. |
| 5.  | Marcin Lewandowski  | Polska  | 53 P. |
| 6.  | Richard Virenque    | Francja | 51 P. |
| 7.  | Cezary Zamana       | Polska  | 47 P. |
| 8.  | Kurt van der Wouwer | Belgia  | 46 P. |
| 9.  | Angelo Lopeboselli  | Włochy  | 45 P. |
| 10. | Sławomir Kohut      | Polska  | 41 P. |

### Klasyfikacja drużynowa
| 1.  | CCC Polsat                       | 88h 56' 53" |
| 2.  | Domo - Farm Frites               | +0h 09' 32" |
| 3.  | Amore & Vita Beretta             | +0h 23' 07" |
| 4.  | Cofidis, Le Credit Par Telephone | +0h 26' 52" |
| 5.  | Crédit Agricole                  | +0h 37' 31" |
| 6.  | Jean Delatour                    | +0h 42' 26" |
| 7.  | Mróz                             | +0h 48' 33" |
| 8.  | Legia Bazyliszek                 | +0h 54' 18" |
| 9.  | Fassa Bortolo                    | +0h 59' 19" |
| 10. | De Nardi - Pasta Montegrappa     | +1h 17' 12" |